# چسپیک سیتی (مریلند)
چسپیک سیتی (به انگلیسی: Chesapeake City) شهری در ایالت مریلند کشور ایالات متحده آمریکا است که جمعیت آن در سرشماری سال ۲۰۱۰ میلادی، ۶۷۳ نفر بوده‌است.